# Franz Volkmar Reinhard

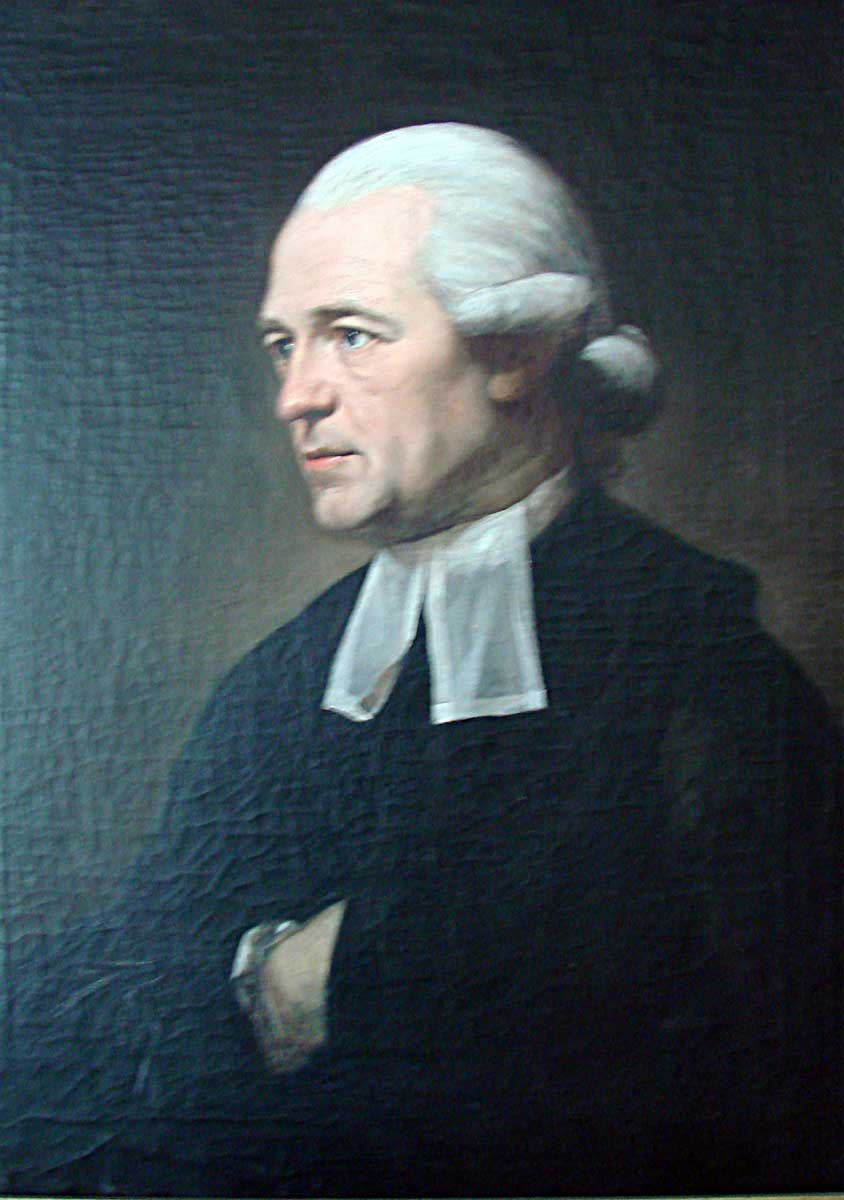
Franz Volkmar Reinhard

Franz Volkmar Reinhard (* 12. März 1753 in Vohenstrauß, Herzogtum Pfalz-Sulzbach; † 6. September 1812 in Dresden, Königreich Sachsen) war ein deutscher evangelischer Theologe. Reinhard ist ein früher Vertreter des theologischen Supranaturalismus. Im Gefolge von Hermann Samuel Reimarus widmete er sich der Leben-Jesu-Forschung.

## Leben

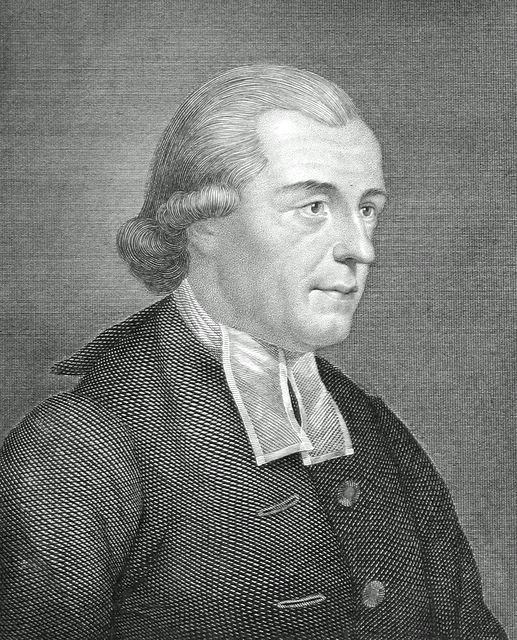
Franz Volkmar Reinhard, jung.

Reinhards Vater war der angesehene Vohenstraußer Prediger Johann Stephan Reinhard, der seinen Sohn bis zum 15. Lebensjahr allein unterrichtete. Neben der Bibel führte er ihn in die antiken Sprachen ein. Mit 15 Jahren besuchte Reinhard 1768 das Gymnasium poeticum in Regensburg. Wenige Tage später starb der Vater und einige Monate später auch die Mutter. Durch Unterstützung in Regensburg war es ihm möglich, seine fünfeinhalbjährige Schulzeit am Gymnasium poeticum fortzuführen.
Er studierte ab Ostern 1773 an der Universität Wittenberg und hielt wenig später erfolgreich seine erste Predigt in Dietrichsdorf, die die Erwartungen an ihn übertraf. Als am Ende seines vierjährigen Studiums auch sein Vermögen aufgebraucht war und er sich wieder in seine Heimat begeben wollte, stellten ihm einige Professoren Unterstützung in Aussicht, wenn er sich in Wittenberg habilitieren würde.
Reinhard blieb in Wittenberg und seine philologischen und philosophischen Vorlesungen gewannen zahlreiche Zuhörer. Im April 1778 erhielt er den Titel eines Adjunkten der philosophischen Fakultät. Ab 1780 war er Professor der Theologie und Philosophie und von 1790 bis 1791 Rektor der Universität Wittenberg.
Im Jahr 1792 folgte Reinhard einem Ruf nach Dresden und wurde dort Oberhofprediger. Dort starb er 1812 und wurde in der Rathsgruft auf dem Johanniskirchhof beigesetzt. Am 21. Juni 1825 wurden seine sterblichen Überreste ausgehoben und auf den Eliasfriedhof in das Feld C 9-3 übergeführt, weil sich seine Gattin in seiner Gruft beisetzen lassen wollte. Das wäre auf dem Johanniskirchhof nicht möglich gewesen, da dieser bereits 1814 geschlossen wurde.

## Familie
Franz Volkmar Reinhard war in erster Ehe mit Christiana Dorothea Schmid, geborene Mathesius († 1793) verheiratet und am 27. Februar 1794 heiratete er in zweiter Ehe Ernestine von Charpentier (* 30. November 1776; † 17. März 1829), eine Tochter von Johann Friedrich Wilhelm von Charpentier. Seine Schwester Sabina Regina Sophia Reinhard († 28. Juni 1801) heiratete am 7. Juli 1789 Franz Jacob Theodor Meyer (* 4. März 1756 in Behlendorf; † 14. Januar 1828 in Nusse), den Franz Volkmar Reinhard 1780 zum Magister der freien Künste promovierte. Aus dieser Ehe ging um 1791 die Tochter Christiana Margaretha Jeanette Franziska Meyer, statt Jeanette auch Johanna (* 1792 in Nusse; † 16. August 1871, beerdigt am selben Tag in Ratzeburg), hervor, die am 11. Januar 1814 den Möllner Kaufmann und späteren Polizeischreiber Joachim Heinrich Hoeltich (* um 1791 in Mölln; † ca. 1856) heiratete und mit ihm mindestens einen Sohn und eine Tochter hatte.

## Schriften (Auswahl)

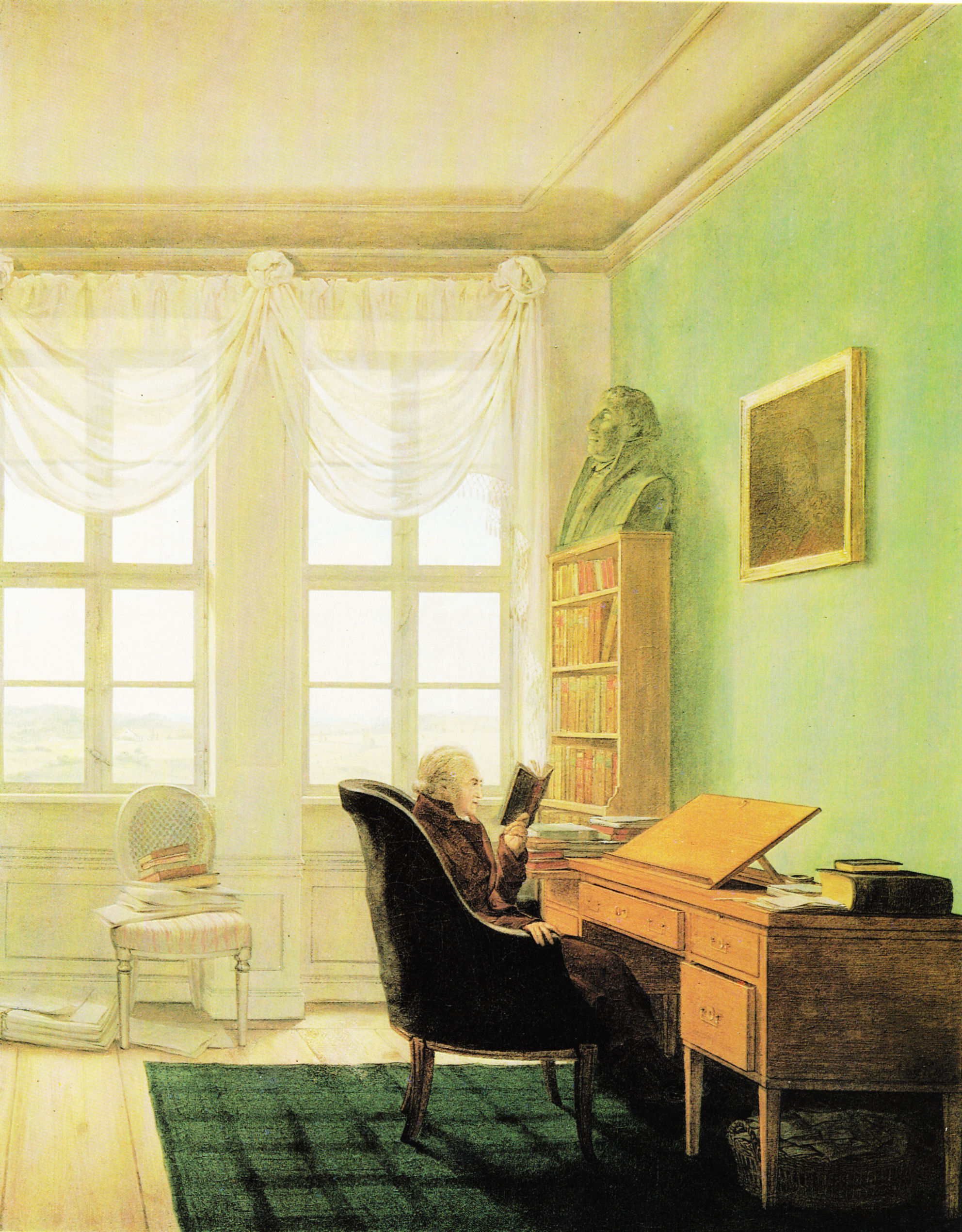
Reinhardts Studierstube (Gemälde von Georg Friedrich Kersting)

- Versuch über den Plan, welchen der Stifter der christlichen Religion zum Besten der Menschheit entwarf (1781)
- Über das Wunderbare und die Verwunderung (1782)
- Versuch über den Plan, welchen der Stifter der christlichen Religion zum Besten der Menschen entwarf (1798)
- Vom Werth der Kleinigkeiten in der Moral (1798)
- Vorlesungen über die Dogmatik (1801)
- System der christlichen Moral. Bd. 1–5, Zimmermann, Wittenberg. 1788–1815.
- Predigt am Reformationsfeste des Jahres 1807 […] Digitalisat
- Geständnisse seine Predigten und seine Bildung zum Prediger betreffend (1810) Digitalisat
- Briefe veranlasst durch Reinhards Geständnisse (1811) Digitalisat mit Heinrich Gottlieb Tzschirner
- Vorlesungen über die Dogmatik (1812)
- Beyträge zur Schärfung des sittlichen Gefühls und der Aufmerksamkeit auf den Zustand des Herzens in einigen Predigten (1813)
- Reinhard'sches Beicht- und Communion-Buch, oder, Betrachtungen für Communicanten (1814)
- Sämtliche Predigten (42 Bände, 1815–1821)
- Beiträge zur Erklärung, besonders zur praktischen Erklärung der Bibel (1817)
- Versuch über den Plan welchen der Stifter der christlichen Religion zum Besten der Menschen entwarf. 5. Auflage (1830)